# Esger Juul
Esger Juul (død 17. januar 1325) var biskop i Aarhus Stift og ærkebiskop i Lund Stift.
Esger Juul var søn af den jyske herremand Niels Juul, der 1285 var en af dommerne angående Als,
som blev frakendt Hertug Valdemar. Esger Juul blev tidlig kannik i Ribe, og under Erik Menveds Strid med Jens Grand stod han på Kongens side; han optrådte som hans befuldmægtigede under retsforhandlingerne 1299 med den pavelige udsending Isarnus og rejste siden til Rom, og det var vistnok ham, der sammen med Jon Litle fik gennemført den endelige bilæggelse af ærkebispestriden, så den bøde, Kongen var pålagt, blev nedsat, og Jens Grand forflyttedes fra Danmark. Kongen gav Esger Juul rigelig belønning ; i 1305 forlenedes han med det præbende i Lund, som Kongen havde oprettet for at fejre sin udsoning med kirken, og året efter blev han biskop i Århus. Da endelig Lund ærkebispestol blev ledig ved Isarnus’ forflyttelse, udnævnte Paven Esger Juul til ærkebiskop (1310), og i 1311 rejste han til Vienne, hvor paven da afholdt koncil, for at hente sit pallium; Kongen hjalp ham med de penge der var nødvendige for rejsen.
Da Esger Juul var blevet den danske kirkes overhoved, forstyrredes imidlertid hans gode forhold til Kongen. I Wien fik han paven til at udstede en del buller, der gik ud på at skaffe ham og andre danske bisper gods tilbage, der med urette var blevet berøvet dem, og skønt Kongen ikke var nævnt, opfattedes disse befalinger dog som rettet mod ham; hans prokurator ved kirkeforsamlingen protesterede straks mod dem, og da Esger Juuls handlemåde rygtedes i Danmark, blev Kongen meget opbragt. Landets bisper måtte hver for sig udstede troskabsforsikringer og love ikke at benytte sig af de i Wien erhvervede buller, og da Esger Juul selv kom til
Danmark, påstod Kongen oven i købet, at han ligesom så mange andre jyske stormænd havde ophidset almuen og voldt den store bondeopstand, der rasede i 1313. Esger Juul måtte falde fuldstændig til føje; på et møde i Helsingborg (april 1314) måtte han love Kongen at skaffe ham fri for, hvad gæld der var stiftet ved
kurien for hans Skyld, og derudover betale en straffebøde på 5000 mark sølv; for øvrigt skulde han vise Kongen troskab, og han forpligtede sig til ikke at sætte nogen til høvedsmand på Hammershus uden Kongens samtykke, og der måtte ikke ydes fredløse ophold på slottet.
Som ærkebisp holdt Esger Juul et dansk Provinsialkoncilium i Kalundborg i september 1314; forskellige ældre Statutter om Kirkens reform, blev fornyede, og højtideligholdelsen af de 11.000 Jomfruers Dag blev påbudt. Den gamle strid med Uppsala Ærkestift om den lundske ærkebisps stilling som den svenske kirkes overhoved, fik han ordnet til sin fordel; Paven bød, at den svenske ærkebisp skulle hente sit Pallium hos Esger Juul, og dette synes også at være sket på bispeslottet Åhus i april 1317. I det hele synes Esger Juul
at have varetaget sit embede med iver, og han gav store gaver til de forskellige domkirker, som han efterhånden blev knyttet til.
Hans Forhold til Erik Menved blev derimod aldrig godt. Kongen var herskelysten og streng; han havde ventet at finde et villigt redskab i denne mand han havde indsat. I 1317 kom det til et åbent brud. Esger Juul flygtede til det næsten uindtagelige Hammershus; her fra lyste han band over Kongen og samlede lejetropper imod ham, ligesom de talrige fredløse samlede sig om ham. På sin side undsagde Kongen ham og klagede over ham til Paven; frivillig eller tvunget stillede både Lund domkapitel og de danske bisper sig på Kongens side og understøttede hans appel til Paven. Sidst på året følte Esger Juul sig ikke mere sikker på Bornholm; han drog da over til Pommern, men snart åbnede der sig bedre muligheder til at modstå Erik. I Sverige havde Kong Birger Magnusson kastet sine brødre, hertugerne Erik og Valdemar, i det fængsel, hvor de siden døde af sult, og hertugernes tilhængere greb til våben landet over; Mens Birger fik hjælpetropper af sin danske svoger (Birger var gift med en søster til Erik Menved, Margrete Eriksdatter), sluttede Erik Menveds bror Christoffer (den senere Christoffer 2.) sig til hertugernes parti, som også Esger Juul tilsluttede sig. Christoffer og Esger mødtes i april 1318 i Kalmar, hvor de
indgik et fast forbund med de svenske hertugers hustruer; Ærkebispen lånte Christoffer penge og fik til gengæld Halmstad Herred i pant. Rimeligvis fulgte de med den svenske hær, der i efteråret trængte plyndrende rundt om i Skåne, men da den danske konge viste sig villig til at opgive Birgers sag, kom det i november
til et forlig mellem ham og svenskerne, der derved lovede ikke mere at støtte Christoffer og Esger Juul der drog 
til Tyskland, og året efter lykkedes det Eriks marsk, Ludvig Albertsen at få Hammershus overgivet.
Ved Erik Menveds død 13. november 1319, var Esger Juul formentlig undervejs til Paven i Avignon, hvor han var i marts 1320. Kongeskiftet i Danmark var godt for Esger Juul; Christoffer 2. var hans tidligere forbundsfælle og havde også i sin håndfæstning måttet love at give Lund Domkirke dens gods tilbage. Paven, der i Eriks tid havde stillet sig uvenlig til Esger Juul blev ham nu også gunstigere, og beskikkede i maj magister Bernhard de Monte Valrano til som nuntius at drage til Danmark for at bringe striden til ende. Sammen med denne vendte Esger Juul tilbage 1321, og det kom ogsaa ret hurtig til udsoning mellem ham og Kronen; ved et forlig i Roskilde, fastsattes, at Kongen skulde tilbagegive ærkestolen alt dens gods, dog at Esger Juul selv erstattede Ludvig Albertsens udgifter ved besættelsen af Bornholm; til gengæld blev Esger Juul nu fritaget for at betale bøden på de 5000 mark sølv fra Erik Menveds Tid. Skønt Ærkebispen siden kronede Christoffer og hans Søn Erik (1324 (alternativt 1322)), skal hans forhold til Kongen dog ikke have været godt; det voldte også vanskeligheder at gennemføre forliget, i det mindste hvad Bornholm angik, som Ludvig Albertsen ikke ville slippe. Imidlertid døde Esger Juul allerede 17. januar 1325 og blev begravet i Lund Domkirke. Som Ærkebisp var han trådt i Jacob Erlandsens og Jens Grands fodspor, men man mærker,
at den tid begynder, hvor gejstligheden blev Kronens villige støtte.